# Elliott Smiths diskografi
Elliott Smith släppte fem studioalbum före sin död. Efter hans död har två album med outgivet material och ett album med tidigare utgivet material släppts. För album inspelade med Heatmiser, se deras diskografi.

## Studioalbum
| Utgivning        | Titel         | Skivmärke                                            |
| ---------------- | ------------- | ---------------------------------------------------- |
| 14 juli 1994     | Roman Candle  | Cavity Search Records Domino Records Kill Rock Stars |
| 21 juli 1995     | Elliott Smith | Kill Rock Stars                                      |
| 25 februari 1997 | Either/Or     | Kill Rock Stars                                      |
| 25 augusti 1998  | XO            | DreamWorks                                           |
| 18 april 2000    | Figure 8      | DreamWorks                                           |

### Album utgivna efter hans död
| Utgivning       | Titel                               | Skivmärke                            |
| --------------- | ----------------------------------- | ------------------------------------ |
| 19 oktober 2004 | From a Basement on the Hill         | ANTI- Domino Records Kill Rock Stars |
| 8 maj 2007      | New Moon                            | Kill Rock Stars                      |
| 2 november 2010 | An Introduction to... Elliott Smith | Kill Rock Stars Domino Records       |

## Singlar
| Utgivning        | Titel                                                | Skivmärke                |
| ---------------- | ---------------------------------------------------- | ------------------------ |
| 1994             | Shytown/No Confidence Man split med Pete Krebs       | Slo-Mo Records           |
| Januari 1995     | "Needle in the Hay"                                  | Kill Rock Stars          |
| 1996             | "Division Day"                                       | Suicide Squeeze          |
| Oktober 1996     | "Speed Trials"                                       | Kill Rock Stars          |
| 1998             | "Ballad of Big Nothing"                              | Domino Records           |
| 1998             | "Waltz #2 (XO)"                                      | DreamWorks               |
| 1999             | "Baby Britain"                                       | DreamWorks/Polydor       |
| 1999             | "Happiness"                                          | Cavity Search/DreamWorks |
| 14 november 2000 | "Son of Sam"                                         | DreamWorks               |
| Augusti 2003     | "Pretty (Ugly Before)"                               | Suicide Squeeze Records  |
| 6 december 2004  | "Pretty (Ugly Before)" återutgivning                 | Domino Records           |
| 1 november 2010  | "Ballad of Big Nothing"/"Division Day" återutgivning | Domino Records           |

## Musikvideor
| Årtal | Titel             | Regissör        |
| ----- | ----------------- | --------------- |
| 1995  | "Coming Up Roses" | Ross Harris     |
| 1997  | "Miss Misery"     | Ross Harris     |
| 1998  | "Baby Britain"    | Steve Hanft     |
| 2000  | "Son of Sam"      | Autumn de Wilde |

## Soundtrackmedverkan
- Lucky Three (1997) – "Baby Britain" (instrumental), "Between the Bars" (live), "Thirteen" (live Big Star cover), "Angeles" (live)
- The Maker (1997) - "Ballad of Big Nothing", "Cupid's Trick"
- Good Will Hunting (1997) – "Miss Misery", "Between the Bars" (orchestral version), "No Name #3", "Angeles", "Say Yes"
- Hurricane Streets (1997) – "Say Yes"
- Strange Parallel (1998) – Diverse studio och liveversioner av Smiths låtar, innehåller hans cover av George Harrisons "Isn't It a Pity" och Sergej Rachmaninovs "Prelude Op3 #2 in C Sharp Minor", och en dubcover av "Waltz #2 (XO)" framförd av Future Pigeon
- American Beauty (1999) – "Because" (Beatles cover)
- Opposite Sex (2000) – (säsong 1, episod 1: "Pilot") – "Say Yes"
- Opposite Sex (2000) – (säsong 1, episod 2: "The Virgin Episode") – "The Biggest Lie"
- Keeping the Faith (2000) – "Pitseleh"
- Antitrust (2001) – "Son of Sam"
- The Royal Tenenbaums (2001) – "Needle in the Hay"
- Southlander (2001) – "Splitsville", "Snowbunny's Serenade" (en annan version av "Bye" från Figure 8)
- Ora o mai più (Now or Never) (2003) – "Say Yes"
- One Tree Hill (2003) – (säsong 1, episod 7: "Life in a Glass House") – "Say Yes"
- Thumbsucker (2005) – "Let's Get Lost", "Trouble" (Cat Stevens cover), "Thirteen" (Big Star cover, från början från Lucky Three)
- The O.C. (2005) - (säsong 2, episod 7: "Family Ties") - "Twilight"
- The O.C. (2005) - (säsong 2, episod 10: "The Accomplice") - "Pretty (Ugly Before)"
- Cold Case (2005) - (Season 2, Episode 16: "Revenge") - "Waltz #2 (XO)"
- One Tree Hill (2006) - (säsong 3, episod 22: "The Show Must Go On") - "Say Yes"
- CSI: NY (2006) - (säsong 2, episod 24: "Charge of This Post") - "Angeles"
- Criminal Minds (2006) - (säsong 2, episod 5: "The Aftermath") - "Clementine"
- Shminiya, Ha- (2006) – (säsong 2, episod 8: "Matisse's Moroccans") – "Pretty Mary K"
- Die Österreichische Methode (2006) - "Tomorrow Tomorrow"
- Georgia Rule (2007) – "I Don't Think I'm Ever Gonna Figure It Out"
- Heroes (2007) – (säsong 1, episod 23: "How to Stop an Exploding Man") - "The Last Hour"
- Gossip Girl (2007) – (säsong 1, episod 7: "Victor/Victrola") – "Whatever (Folk Song in C)"
- The Go-Getter (2007) – "Coast to Coast"
- Paranoid Park (2007) – "Angeles", "The White Lady Loves You More"
- Life (2008) – (säsong 2, episod 16: "Crushed") – "Pretty (Ugly Before)"
- Skins (2008) - (säsong 2, episod 10: "Everyone") – "Between the Bars"
- Guitar Hero 5 (2009) – "L.A."
- Up in the Air (2009) – "Angel in the Snow"
- American Pie Presents: The Book of Love (2009) – "Say Yes"